# Lironos wielkoskrzydły
Lironos wielkoskrzydły (Lyroderma lyra) – gatunek ssaka z rodziny lironosowatych (Megadermatidae).

## Taksonomia
Gatunek po raz pierwszy zgodnie z zasadami nazewnictwa binominalnego opisał w 1810 roku francuski przyrodnik Étienne Geoffroy Saint-Hilaire, nadając mu nazwę Megaderma lyra. Holotyp pochodził z Indii.
Zaproponowano kilka synonimów lub podgatunków L. lyra, ale obecnie nie są uznawane, a populacje indyjskie są średnio nieco mniejsze niż populacje wschodnie.

### Etymologia
- Lyroderma: gr. λυρα lura „lira”; δερμα derma, δερματος dermatos „skóra”[11].
- lyra: gr. λυρα lura „lira”[12].

## Zasięg występowania
Lironos wielkoskrzydły występuje w południowej i południowo-wschodniej Azji, zamieszkując skrajnie wschodni Afganistan, Pakistan, Indie, Sri Lankę, Nepal, Bangladesz i zachodnią Mjanmę; może również występować w Bhutanie.

## Morfologia
Długość ciała 70–95 mm, ogona brak, długość ucha 31–45 mm, długość tylnej stopy 14–20 mm, długość przedramienia 56–72 mm; masa ciała 40–60 g.

## Ekologia

### Tryb życia
Lironos wielkoskrzydły oprócz owadów, pająków i innych bezkręgowców, zjada również inne gatunki nietoperzy, ryby, gryzonie i płazy. Lironosy wielkoskrzydłe sypiają ze sobą w grupach od 3 do 50 osobników w miejscach nie obranych przez inne zwierzęta.

### Rozmnażanie
Okres godowy u lironosa wielkoskrzydłego przypada na listopad i po ciąży trwającej około 20 tygodni rodzi się 1 młode. Na krótko przed porodem samica porzuca samca, opuszczając dotychczasową kryjówkę, powracając do niej dopiero po około 3–4 miesiącach.